# Плато (департамент Бенина)
Плато (фр. Plateaux) — находится в Южной части Бенина. Административный центр — город Сакете.

## География
Граничит на востоке с Нигерией, на севере — с департаментом Коллинз, на западе — с департаментом Зу, на юге и юго-западе — с департаментом Уэме.

## Административное деление

Коммуны департамента Плато.

Состоит из 5 коммун:
- Аджа-Уэре (фр. Adja-Ouèrè)
- Ифанни (фр. Ifangni)
- Кету (фр. Kétou)
- Побе (фр. Pobè)
- Сакете (фр. Sakété)